# Pocari Sweat Stadium
Das Pocari Sweat Stadium (jap. ポカリスエットスタジアム), auch als Naruto Otsuka Sports Park Pocari Sweat Stadium (jap. 鳴門・大塚スポーツパークポカリスエットスタジアム) bekannt, ist ein Fußballstadion mit Leichtathletikanlage in der japanischen Stadt Naruto, Präfektur Tokushima. Es ist die Heimspielstätte des Fußballvereins Tokushima Vortis, der momentan in der J2 League, der zweithöchsten Liga des Landes, spielt. Das Stadion hat ein Fassungsvermögen von 20.000 Personen.
Der ursprüngliche Name der Sportanlage war Tokushima Naruto Stadium (jap. 徳島県鳴門総合運動公園陸上競技場).